# Piper schenckii
Piper schenckii är en pepparväxtart som beskrevs av C. Dc.. Piper schenckii ingår i släktet Piper och familjen pepparväxter. Inga underarter finns listade i Catalogue of Life.